# Martín (Bóveda)
Martín (llamada oficialmente San Cristovo de Martín) es una parroquia y una aldea española del municipio de Bóveda, en la provincia de Lugo, Galicia.

## Geografía
Limita con las parroquias de Remesar y Teilán al norte, Bóveda y Ver al este, Villalpape, Chao de Fabeiro y Fiolleda al sur, y Ousende y Broza al oeste.

## Historia
La primera referencia a esta parroquia data de 1238, en el que Miguel Yáñez Cerdeira y su esposa, venden al abad del Monasterio de Meira la heredad que tienen en la villa de Martín.

## Organización territorial
La parroquia está formada por dieciséis entidades de población, constando catorce de ellas en el nomenclátor del Instituto Nacional de Estadística español:

### Entidades de población
Entidades de población que forman parte de la parroquia:
- Bustelo
- Casbeiro
- Filgueiro
- Lama (A Lama)
- Lamela
- Lomba (A Lomba)
- Martín
- Couso (O Couso)
- O Río
- Outeiro
- O Val
- Piñeiro
- Raíña (A Raíña)
- Reboredo
- Regulfe

### Despoblado
Despoblado que forma parte de la parroquia:
- Paredes

## Demografía

### Parroquia
| Gráfica de evolución demográfica de Martín (parroquia) entre 2000 y 2019 |
|                                                                          |
| Datos según el nomenclátor publicado por el INE.                         |

### Aldea
| Gráfica de evolución demográfica de Martín (aldea) entre 2000 y 2019 |
|                                                                      |
| Datos según el nomenclátor publicado por el INE.                     |

## Lugares de interés
- Iglesia parroquial, del siglo XVI. Es un edificio de tres naves, separadas por arcos de medio punto, con muros de mampostería de pizarra y cubierta a dos aguas. La capilla mayor, diferenciada de las naves en alzado y planta, tiene cubierta a cuatro aguas, siendo aneja a la sacristía por su lado sur. La iglesia ardió durante la Guerra Civil, desapareciendo los retablos e imágenes originales.
- Capilla de Santa Lucía, de planta rectangular, con muros de mampostería en pizarra. La entrada está precedida por un pórtico soportado por la prolongación de los muros laterales.
- Capilla de Couso.
- Casa do Pacio, originaria de los Somoza Maior de Lemos.
- Casa Grande de Lamela.
- Casa Grande de Couso.
- Molino de A Carballeira.
- Molino de Gómez.

## Festividades
Las fiestas se celebran en el mes de agosto.